# Смирновська сільська територіальна громада
Смирновська сільська територіальна громада — територіальна громада в Україні, в Пологівському районі Запорізької області. Адміністративний центр — село Смирнове.
Площа громади — 317,60 км², населення — 3270 мешканців (2020).
Утворена в рамках адміністративно-територіальної реформи 2015 року. До складу громади ввійшли Зразківська, Смирновська та Титовська сільські ради Куйбишевського району, які 11 серпня 2015 року ухвалили рішення про добровільне об'єднання громад. А 27 серпня утворення громади затверджене рішенням обласної ради.
17 липня 2020 року, в результаті адміністративно-територіальної реформи і ліквідації Більмацького району, громада увійшла до складу Пологівського району.

## Населені пункти
До складу громади входять 8 сіл: Верхньодрагунське, Вершина Друга, Діброва, Зелений Гай, Зразкове, Олексіївка, Смирнове, Титове.